# Tropidion rubricatum
Tropidion rubricatum är en skalbaggsart som först beskrevs av Pierre Émile Gounelle 1909.  Tropidion rubricatum ingår i släktet Tropidion och familjen långhorningar.
Artens utbredningsområde är Venezuela. Inga underarter finns listade i Catalogue of Life.